# نخل جمیره

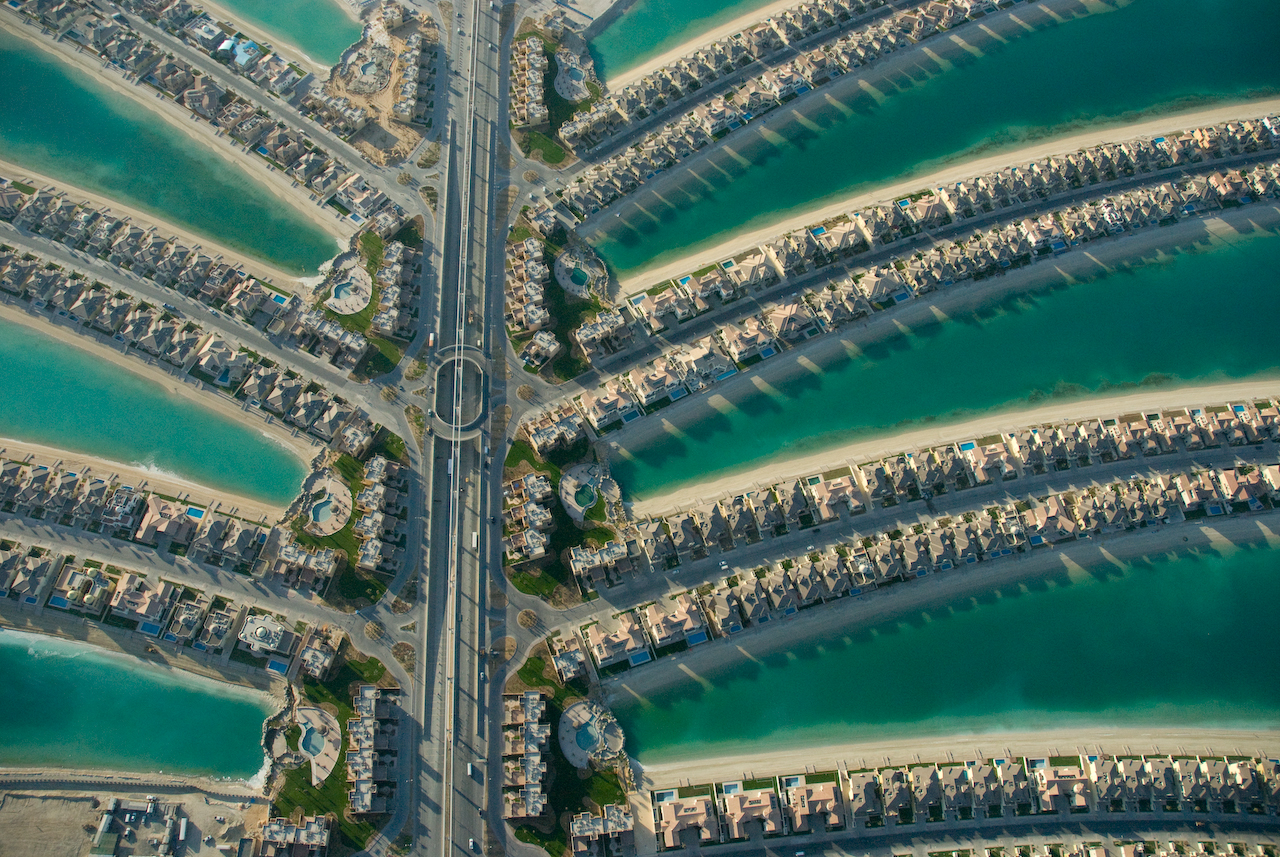
نخل جمیره در اولیل سال ۲۰۰۸ میلادی.

نخل جمیره (عربی: نخلة الجمیرة) یک مجمع‌الجزایر در دبی، امارات متحده عربی است. نخل جمیره یکی از سه جزیرهٔ نخلی دبی است. در طراحی این جزیره از درخت نخل الهام گرفته شده‌است و دارای ۱۷ شاخهٔ عظیم است که توسط یک حصار ۱۲ کیلومتری حفاظت شده‌است. برای به سطح آب رساندن این سازه، بیشتر از ۵۰ میلیون متر مکعب خاک مورد نیاز است. ساخت این جزیره در سال ۲۰۰۱ آغاز شد و در سال ۲۰۰۸ به پایان رسید. مساحت این جزیره ۵ در ۵ کیلومتر است. جمیره بزرگ‌ترین جزیرهٔ انسان ساخت است و حدوداً ۴۰ هزار کارگر درگیر ساخت آن بوده‌اند.
در جزیره یک مونوریل با ظرفیت حمل ۲ تا ۳ هزار مسافر در روز به خارج و داخل جزیره ساخته شده‌است. مجموعهٔ آتلانتیس نیز در این جزیره قرار دارد. 

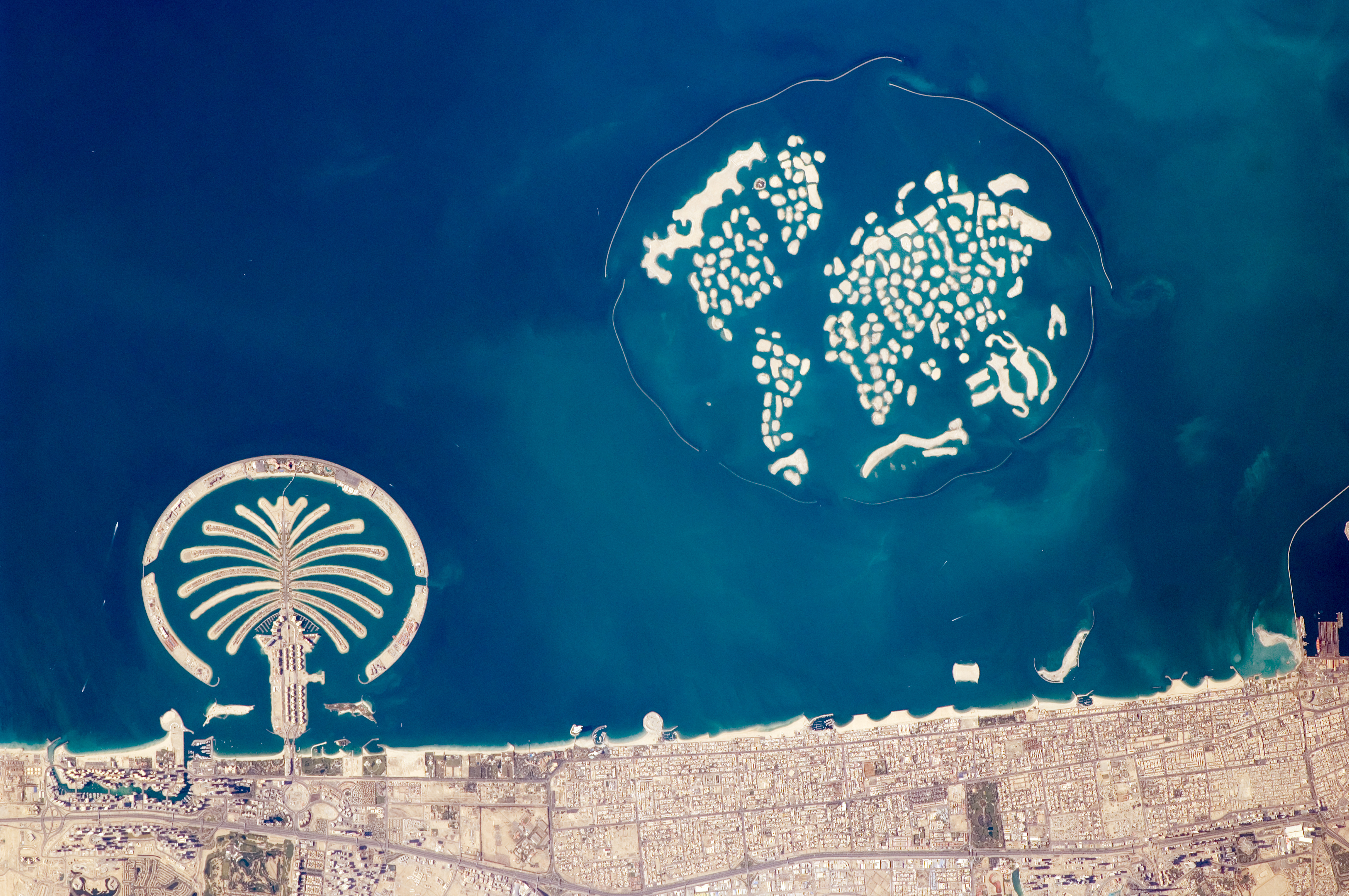
مجمع الجزایر مصنوعی جهان و نخل جمیره در دوبی واقع در امارات متحده عربی

## اثرات زیست‌محیطی
بر اساس پژوهشی که در سال ۲۰۲۲ در ژورنال واتر منتشر شد، ساخت این جزیره بر افزایش مواد محلول در آب، تغییر پروفایل طیفی آب و همچنین افزایش دمای سطح آب اطراف این جزیره (آب‌های دریای خلیج فارس) اثرگذار بوده‌است.

## نگارخانه
تصاویر زیر در سال ۲۰۰۸ انداخته شده‌است.

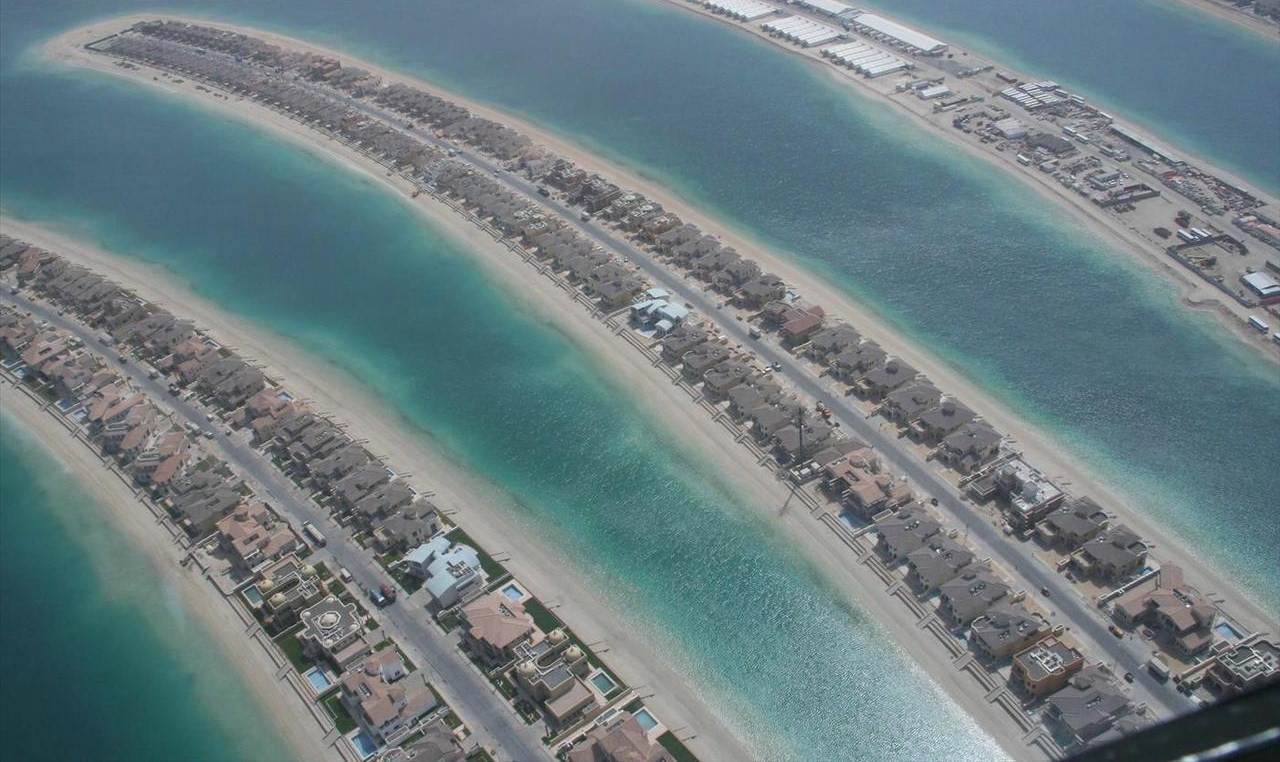
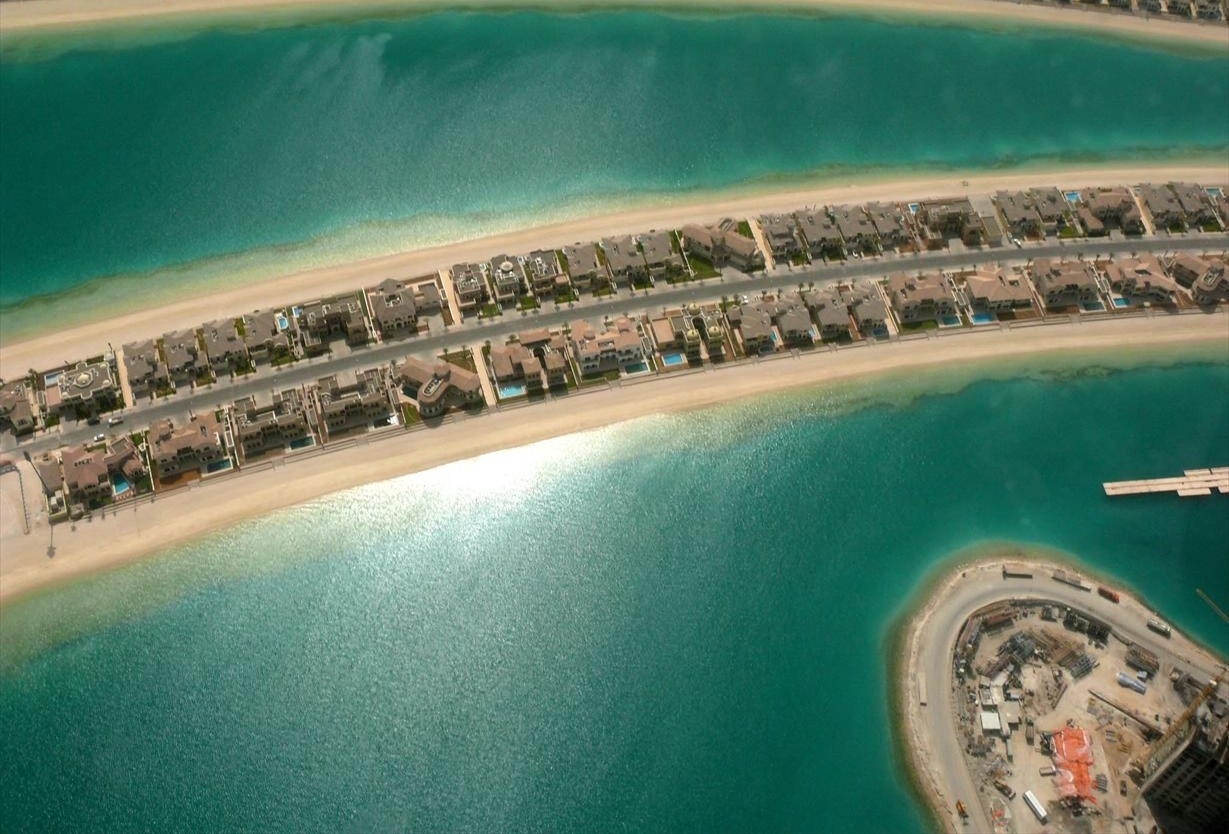
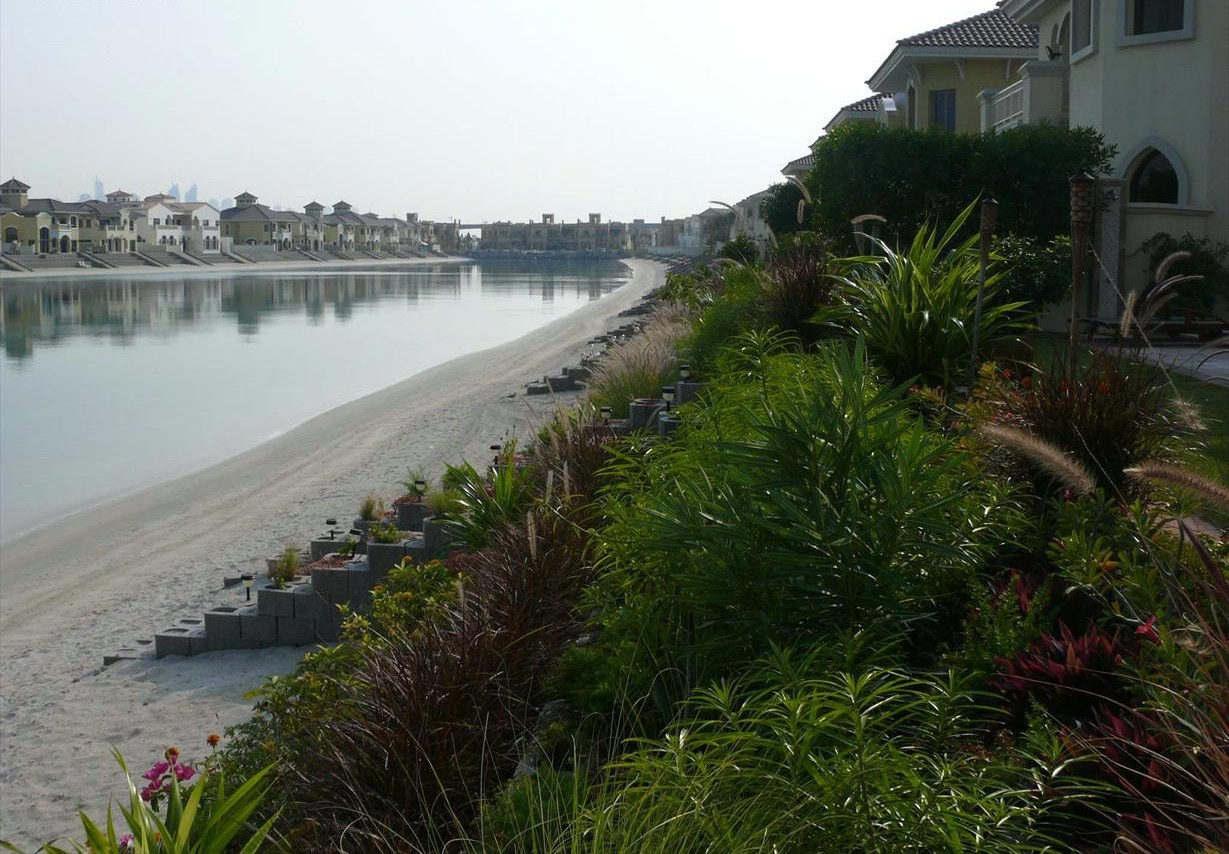
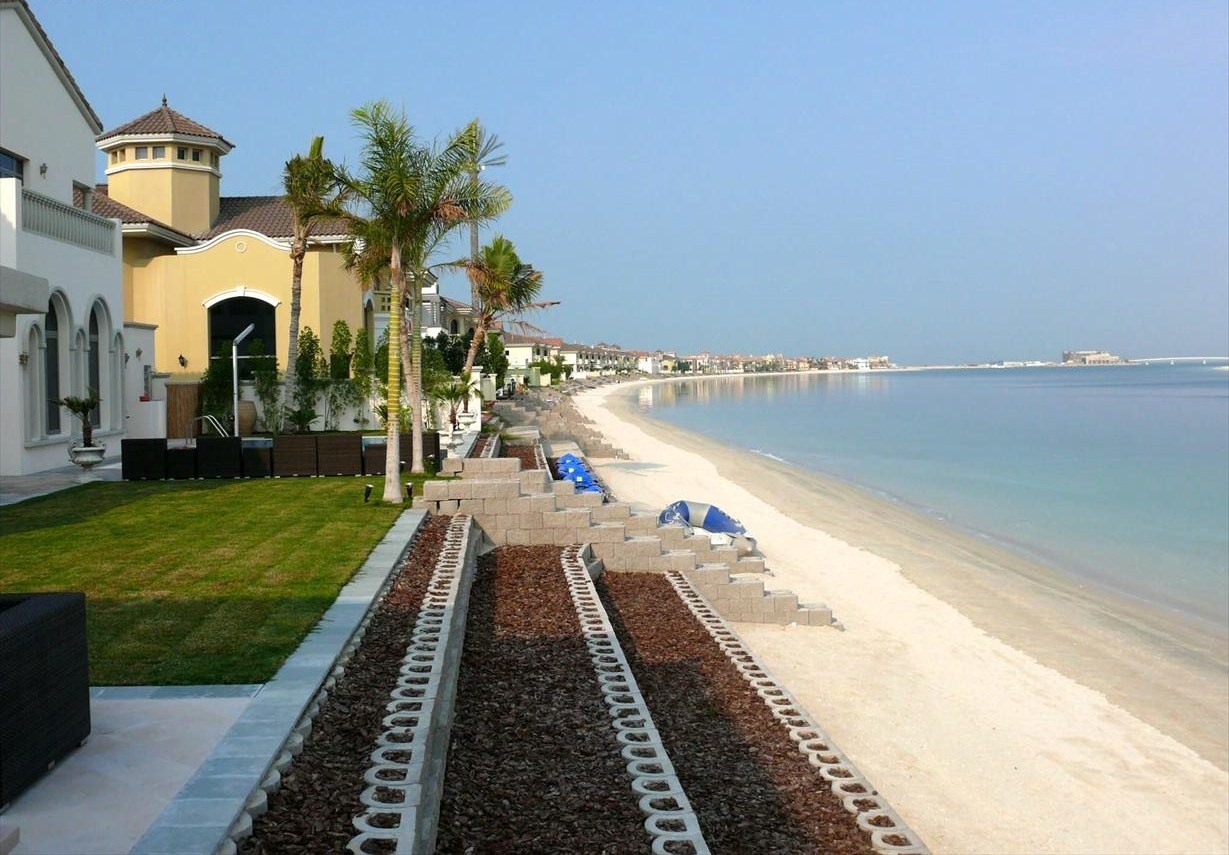
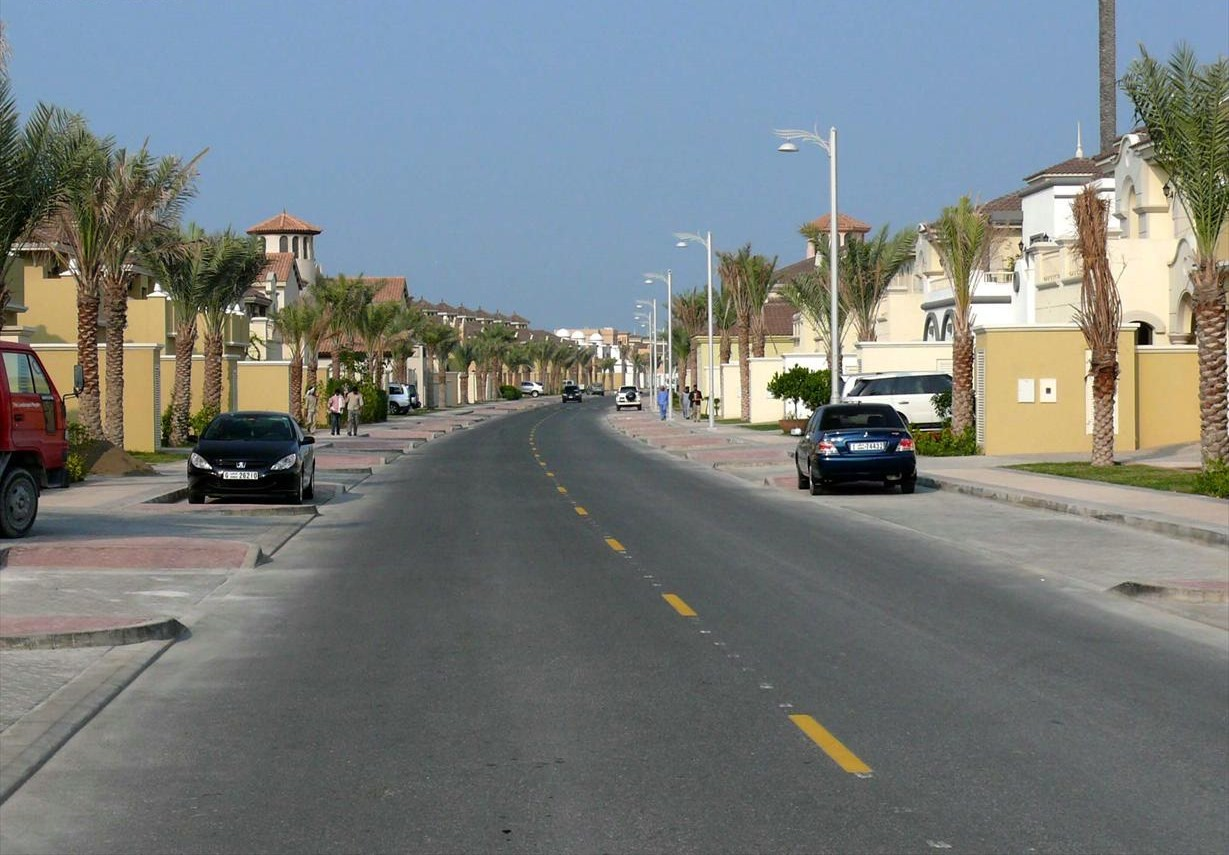
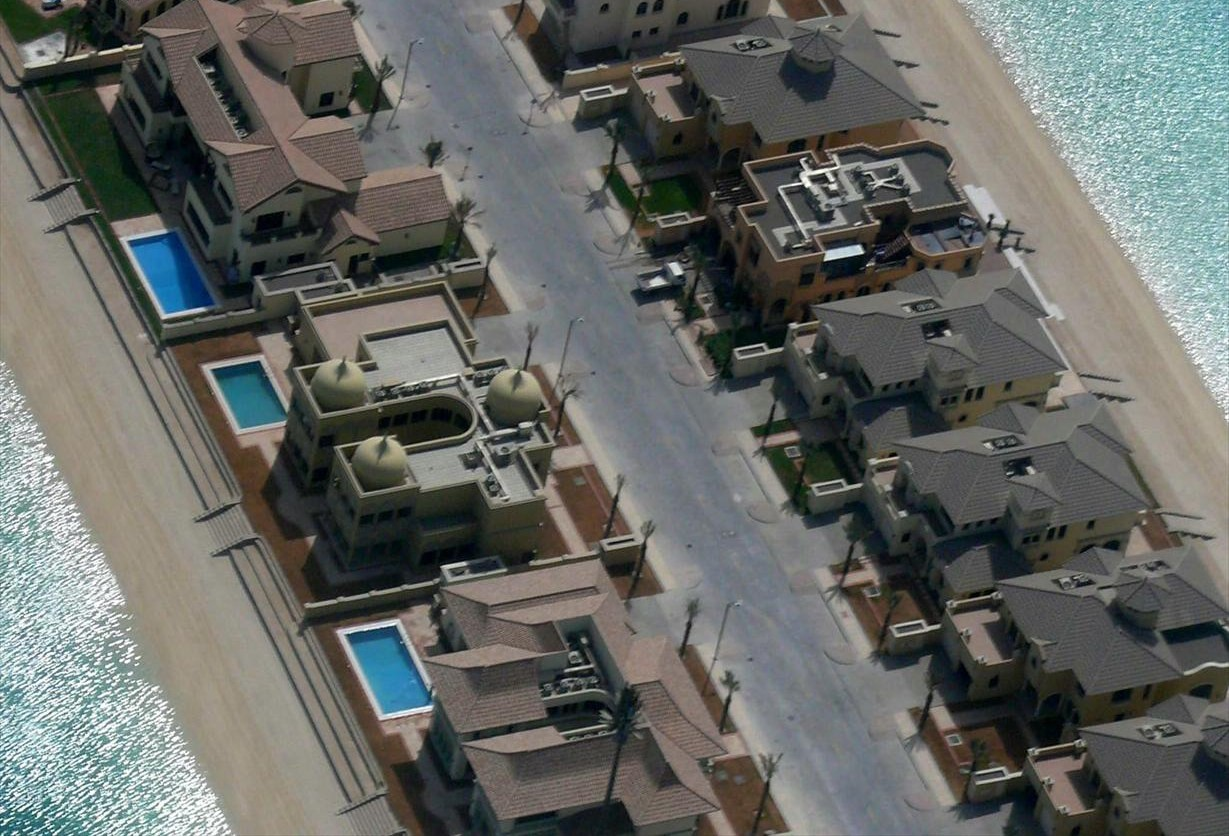
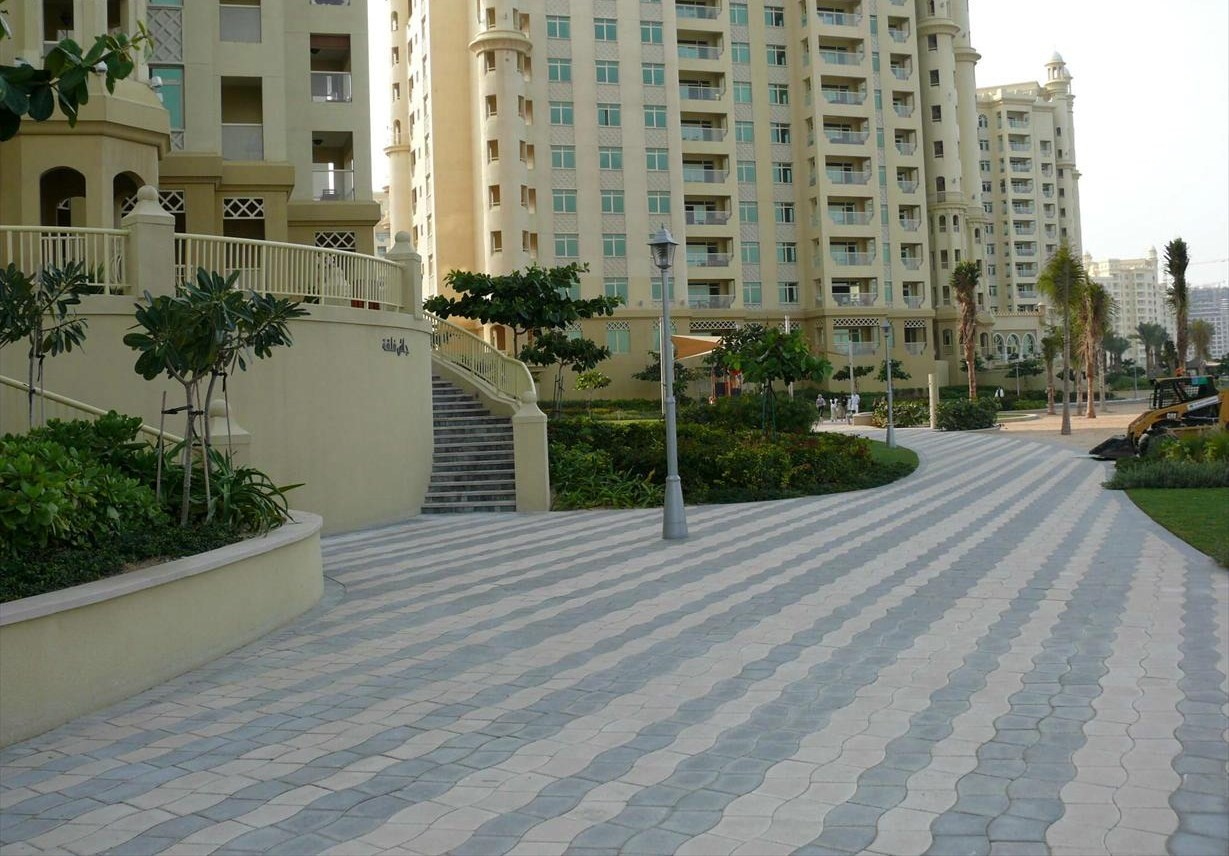
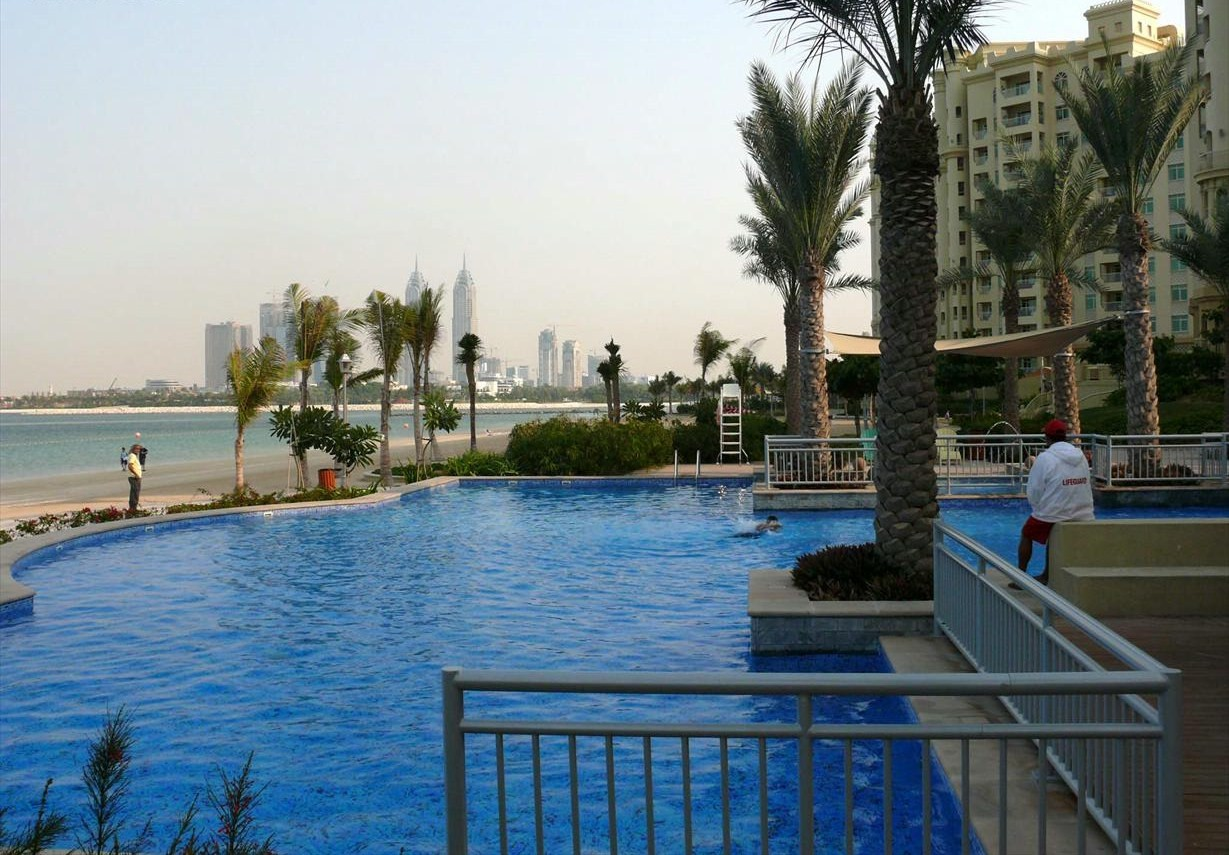